# Amata brithyris
Amata brithyris là một loài bướm đêm thuộc phân họ Arctiinae, họ Erebidae.